# Vatican
Vatican, oficial Statul Cetății Vaticanului (în italiană Stato della Città del Vaticano, în latină Status Civitatis Vaticanae; ), este un mic stat suveran al cărui teritoriu constă dintr-o enclavă în orașul Roma, Italia. Întreaga țară este de aproximativ jumătate de kilometru pătrat. Statul este condus de către episcopul Romei, Papa, și astfel poate fi considerat un stat ecleziastic în care funcțiile înalte sunt ocupate de către clerici. În zilele noastre, Vaticanul este cel mai mic stat independent din punct de vedere al suprafeței și al numărului de locuitori. Este reședința teritorială a Sfântului Scaun, entitatea instituțională reprezentată de către Papă, episcopul Romei și prin urmare principala reședință ecleziastică a Bisericii Catolice.

## Etimologie
Numele „Vatican” este derivat probabil de la așezarea etruscă Vatica sau Vaticum, situată în zona pe care romanii antici o numeau „Ager Vaticanus” (teritoriul Vaticanului) .

## Teritoriul
Numele locului este antic predatând creștinismul. Denumirea provine din limba latină Mons Vaticanus („Colina Vatican"). Este parte a Mons Vaticanus și a fostelor câmpuri Vaticane unde a fost construită Bazilica Sfântul Petru. Aici se mai află și rezidența papilor numită Palatul Apostolic cu Capela Sixtină și muzeele Vaticanului, dar și cu multe alte clădiri. Zona nu a fost niciodată încorporată total în aglomerația urbană a Romei până la sfârșitul secolului trecut fiind separată de oraș de fluviul Tibru. Zona a fost astfel considerată ca teren agricol din afara orașului și nu a fost inclusă în zona înconjurată de zidurile orașului. În anul 1929 când au fost pregătite documentele Tratatului de la Lateran, faptul că o bună parte a teritoriului propus a fost deja înconjurat cu zid, a dus la forma actuală a statului. Pentru unele părți ale frontierei unde nu era zid exista linia unor clădiri care suplinea partea de frontieră, iar pentru unele mici părți un zid modern a fost construit. Teritoriul include Piața Sfântul Petru care nu a putut fi izolată de restul Romei și astfel o mare parte a graniței imaginare cu Italia urmărește extremitatea pieței și se unește cu Piazza Pio XII și Via Paolo VI. Deși nu au fost incluse din punct de vedere tehnic în teritoriul Vaticanului de către Tratatul de la Lateran, unele proprietăți ale Sfântului Scaun au un statut extrateritorial, asemănător celui al ambasadelor. Acestea includ: rezidența papală de vară de la Castel Gandolfo de pe dealurile din apropiere, Bazilica Laterană, bazilicile Santa Maria Maggiore și Sf. Paul în afara zidurilor, precum și o serie de clădiri de la Castelgandolfo (lista proprietăților). Acestea sunt patrulate de agenți de poliție ai Vaticanului și nu de poliția italiană. În piața Sfântul Petru, ordinea este asigurată de ambele servicii de poliție.

## Patrimoniu mondial UNESCO
Întreg teritoriul statului Vatican a fost înscris, în anul 1984, pe lista patrimoniului cultural mondial UNESCO.

## Șeful statului
Șeful statului este papa, care conduce statul Vatican și ocupă Sfântul Scaun. Papa, ca suveran al celor două entități, este ales pe viață în conclav de cardinalii care nu au împlinit vârsta 80 de ani în ziua în care a survenit sedisvacanța. Papa este ajutat la conducerea celor două entități politice de Cardinalul Secretar de Stat și de guvernatorul Cetății Vaticanului.
Din 15 octombrie 2013 funcția de Cardinal Secretar de Stat, echivalentă celei de premier, este deținută de arhiepiscopul Pietro Parolin. Guvernator al Cetății Vaticanului este din 2021 cardinalul Fernando Vérgez Alzaga.

## Istorie

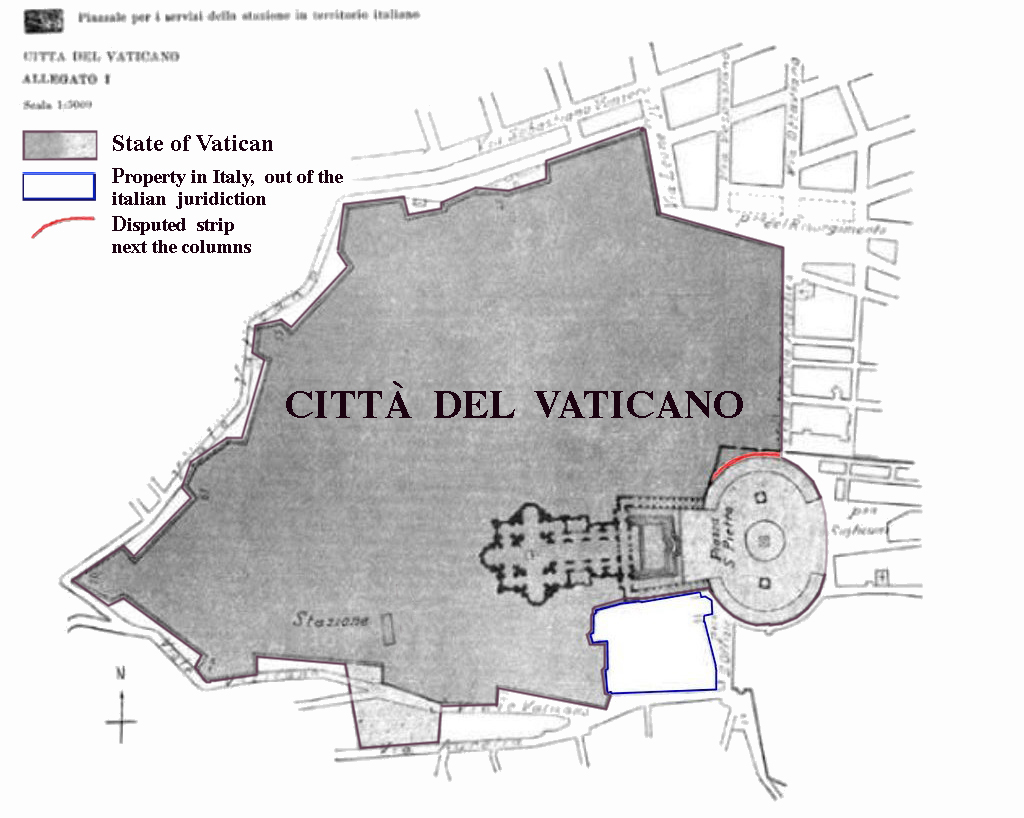
Teritoriul Vaticanului în conformitate cu Tratatul de la Lateran

Se presupune că această parte a Romei original nelocuită (ager vaticanus) a fost considerată întotdeauna un loc sacru sau cel puțin indisponibil pentru locuit. În această zonă împărații Caligula și Nero au construit o arenă de agrement, cunoscută drept Circul lui Nero. Conform traduției aici au avut loc primele execuții ale unor creștini, ca modalitate de distracție publică. În 326 prima biserică, bazilica lui Constantin cel Mare, a fost construită peste mormântul Sfântului Petru, care a fost înmormântat într-un cimitir aferent Circului lui Nero, considerat locul martiriului său.
Papii în rolul lor secular au început să sosească pentru a conduce regiunile din vecinătate și prin intermediul Statelor Papale, au condus o mare parte din peninsula italică pentru mai mult de o mie de ani până la mijlocul secolul XIX, când cea mai mare parte din teritoriul Statelor Papele a fost ocupate de nou creatul Regat al Italiei. Multă vreme Vaticanul nu a fost locuința papilor, ci Palatul Lateran, iar în secole mai recente Palatul Quirinal, în timp ce în perioada 1309-1377 a fost la Avignon, în Franța.
În 1870 întinderea Statului Papal a rămas într-o situație incertă, după rezistența armată a forțelor papale sub comanda generalului Hermann Kanzler și Anexarea Romei de către Regatul Italiei. Papii au fost lăsați între 1870 și 1929 „prizonieri în Vatican”, într-o situație asemănătoare celei a ultimului împărat chinez, nederanjați în palatul lor, dar fără un statut oficial recunoscut de statul italian. Alte state au menținut recunoașterea internațională a Sfântului Scaun ca o entitate suverană și, în practică, Italia nu a încercat să intervină. Situația a fost rezolvată în 11 februarie 1929, sub premierul Mussolini, prin cele trei tratate de la Lateran, care au stabilit statul independent Vatican și au oferit Bisericii Romei un statut special în Italia. Catedrala propriu zisă a episcopului Romei este Bazilica Sfântul Ioan din Lateran. Aceasta are statut extrateritorial al Vaticanului.
În 1984 un concordat nou între Sfântul Scaun și Italia a modificat câteva prevederi ale tratatului anterior, inclusiv poziția catolicismului ca religie de stat în Italia.

### Pasajul Borgo

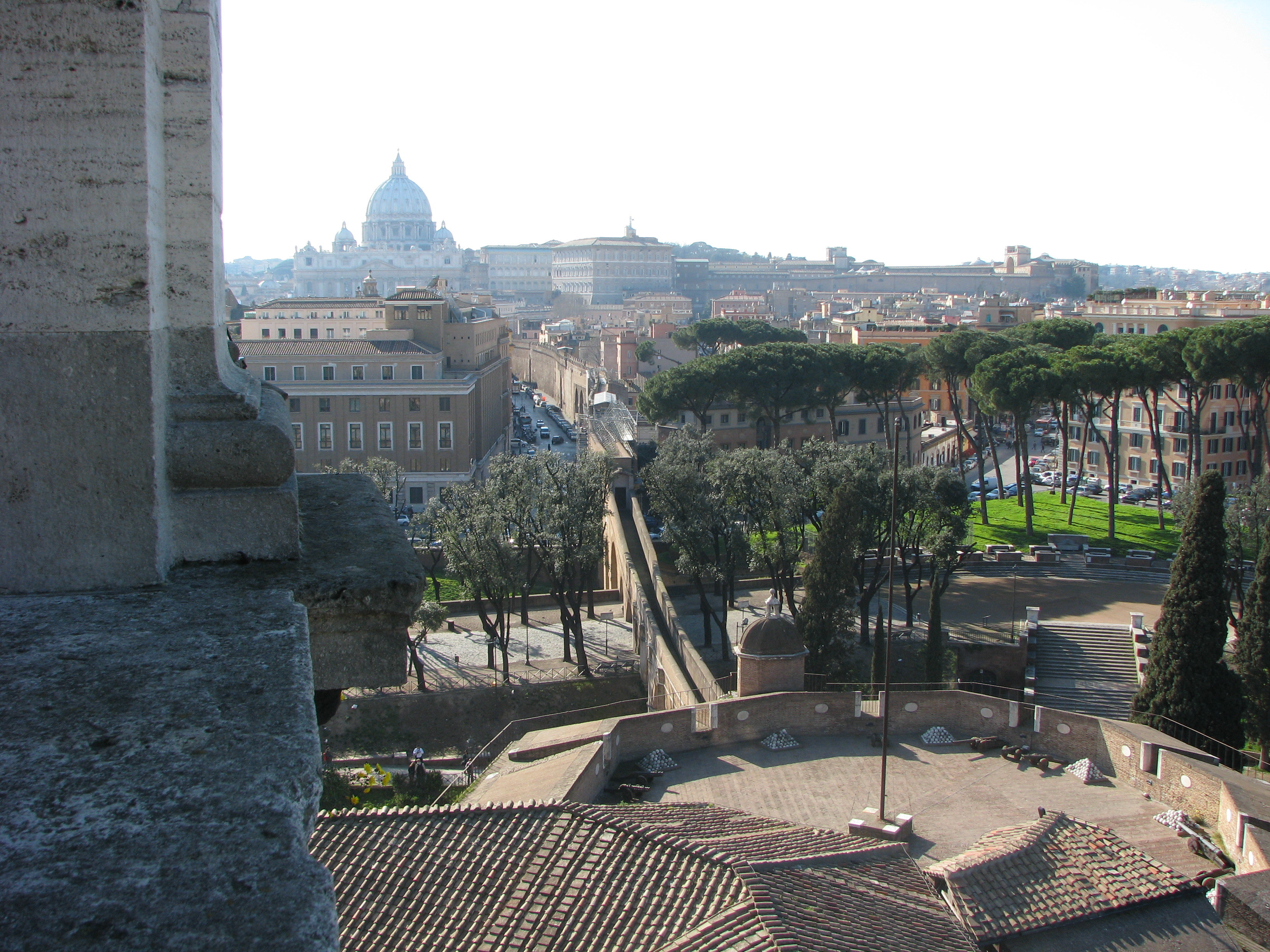
Pasajul Borgo
(Passetto di Borgo)

„Pasajul Borgo" (în italiană Passetto di Borgo) este un coridor îngust, aflat deasupra unui zid înalt de piatră lung de circa 800 m, care face legătura între Vatican și fortificatia învecinată Castelul Sant'Angelo. Numele vine de la cartierul Borgo, traversat de zid. 

Comandat în anul 1277 de papa Nicolae al III-lea, zidul cu coridorul secret s-a dovedit o cale eficientă de evadare, în caz de asediu al Vaticanului, pentru unii papi care au urmat. 

În anul 1494 papa Alexandru al VI-lea l-a folosit pentru a scăpa cu viață la invazia lui Carol al VIII-lea al Franței. 

Papa Clement al VII-lea s-a refugiat cu succes în Castelul Sant’Angelo, prin intermediul său, în 1527, în timpul „Asediului Romei" (în italiană Sacco di Roma) de trupele dezlănțuite de mercenari ale Sfântului Imperiu German, care au ignorat ordinele împăratului Carol Quintul. 

Papa Pius al VII-lea a fugit în anul 1808, în fața trupelor lui Napoleon Bonaparte. 
În prezent Pasajul Borgo este deschis ocazional spre vizitare turiștilor. Cheile coridorului se găsesc la Garda Elvețiană.

## Conducerea statului
Din motive istorice, conducerea statului are o structură unică. Cele mai importante persoane sunt Secretarul de Stat, președintele comisiei pontificale pentru statul Vatican și Guvernatorul Vaticanului. Aceștia, ca toți ceilalți oficiali, sunt numiți și revocați de papa.
În timpul sedisvacanței Cardinalul Camerlengo, fostul Secretar de Stat și fostul președinte al comisiei pontificale formează o comisie care duc la împlinire câteva funcții ale șefului statului; în timp ce o altă comisie formată din Camerlengo și trei cardinali (unul ales prin vot la fiecare trei zile din fiecare ordin al cardinalilor), îndeplinesc alte funcții ale șefului statului. Toate deciziile luate de aceste comisii trebuie aprobate de Colegiul Cardinalilor.

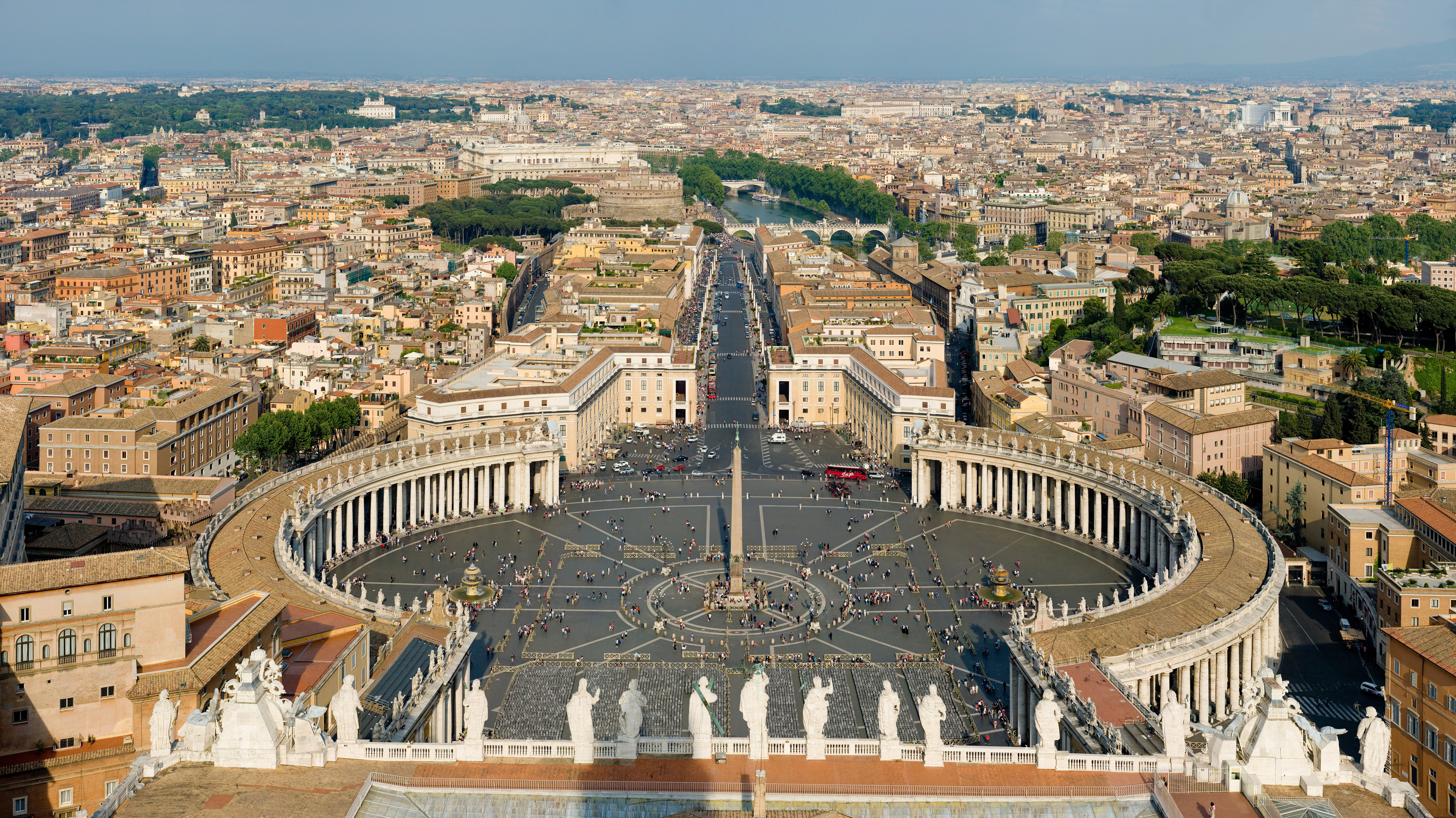
Intrarea principală în Vatican de pe acoperișul Bazilicii "Sfântul Petru", înconjurată de Roma.

### Administrația Vaticanului
Guvernatorul Vaticanului, cunoscut câteodată drept președintele, are îndatoriri similare cu cele ale unui primar, inclusiv securitate locală, dar făcând excepție relațiile internaționale. Vaticanul deține corpuri moderne de securitate, faimoasa „Gardă Elvețiană", o forță militară pe bază de voluntariat provenită numai din bărbați elvețieni, obligatoriu de credință creștin-catolică. Garda nu este chiar o armată, ci mai mult o forță de poliție și gardă de corp pentru papa.
Puterea legislativă este investită în Comisia pontificală pentru statul Vatican, condusă de un președinte. Membri sunt cardinali, numiți de papa pentru un mandat de cinci ani.
Funcțiile juridice sunt conduse de trei tribunale — Signatura apostolică, Rota romană și Penitențieria apostolică, care sunt de asemenea arma juridică a Sfântului Scaun (a se vedea mai jos). Sistemul legal este bazat pe canon sau dreptul ecleziastic; dacă dreptul canonic nu este aplicabil, legile speciale ale teritoriului se aplică, de obicei modelate după prevederile italiene.
Vaticanul are propriul oficiu poștal, supermarket, bancă (bancomatele sunt singurele din lume care folosesc limba latină), stație feroviară, centrală generatoare de energie electrică și casă de editură. Vaticanul emite monedele euro vaticane, cu putere de circulație în întreaga zonă euro. Domeniul de internet al Vaticanului este .va. 
Radio Vatican, postul oficial de radio, este unul din cele mai influente din Europa. L'Osservatore Romano este ziarul semi-oficial. Este publicat de laici și conține informații oficiale.

### Administrația Sfântului Scaun
Cardinalul Secretar de Stat, al cărui titlu este asemănător celui al ministrului de externe al Statelor Unite ale Americii, exercită în fapt o funcție similară cu cea a premierului în alte țări.
Administrația Sfântului Scaun este separată. Papa îl guvernează prin intermediul Curiei Romane. Aceasta este formată din Secretariatul de Stat, șaisprezece dicasterii, trei tribunale, mai multe consilii pontificale și un complex de birouri care administrează afacerile bisericii la cel mai înalt nivel. Secretariatul de stat coordonează Curia prin Cardinalul Secretar de Stat.
Între cele mai importante dicasterii se numără Dicasteriul pentru Evanghelizare, Dicasteriul pentru Doctrina Credinței, Dicasteriul pentru Bisericile Orientale, Dicasteriul pentru Promovarea Unității Creștinilor etc.
Sfântul Scaun are trei tribunale: Penitențieria apostolică care se ocupă de conștiință; Rota romană este responsabilă pentru recursuri, inclusiv anularea căsătoriilor și Signatura apostolică curtea finală de apel.
Prefectura pentru afacerile economice coordonează finanțele departamentelor Sfântului Scaun și supraveghează administrarea patrimoniului acestuia, un fond de investiții datând de la Tratatul de la Lateran. Un comitet format din cincisprezece cardinali, condus de Secretarul de Stat are autoritate finală de supraveghere asupra tutoror problemelor financiare ale Sfântului Scaun, inclusiv pe cele ale Istituto per le Opere di Religione (IOR), banca Vaticanului.

## Imagini ale bisericii Sfântul Petru și ale pieței

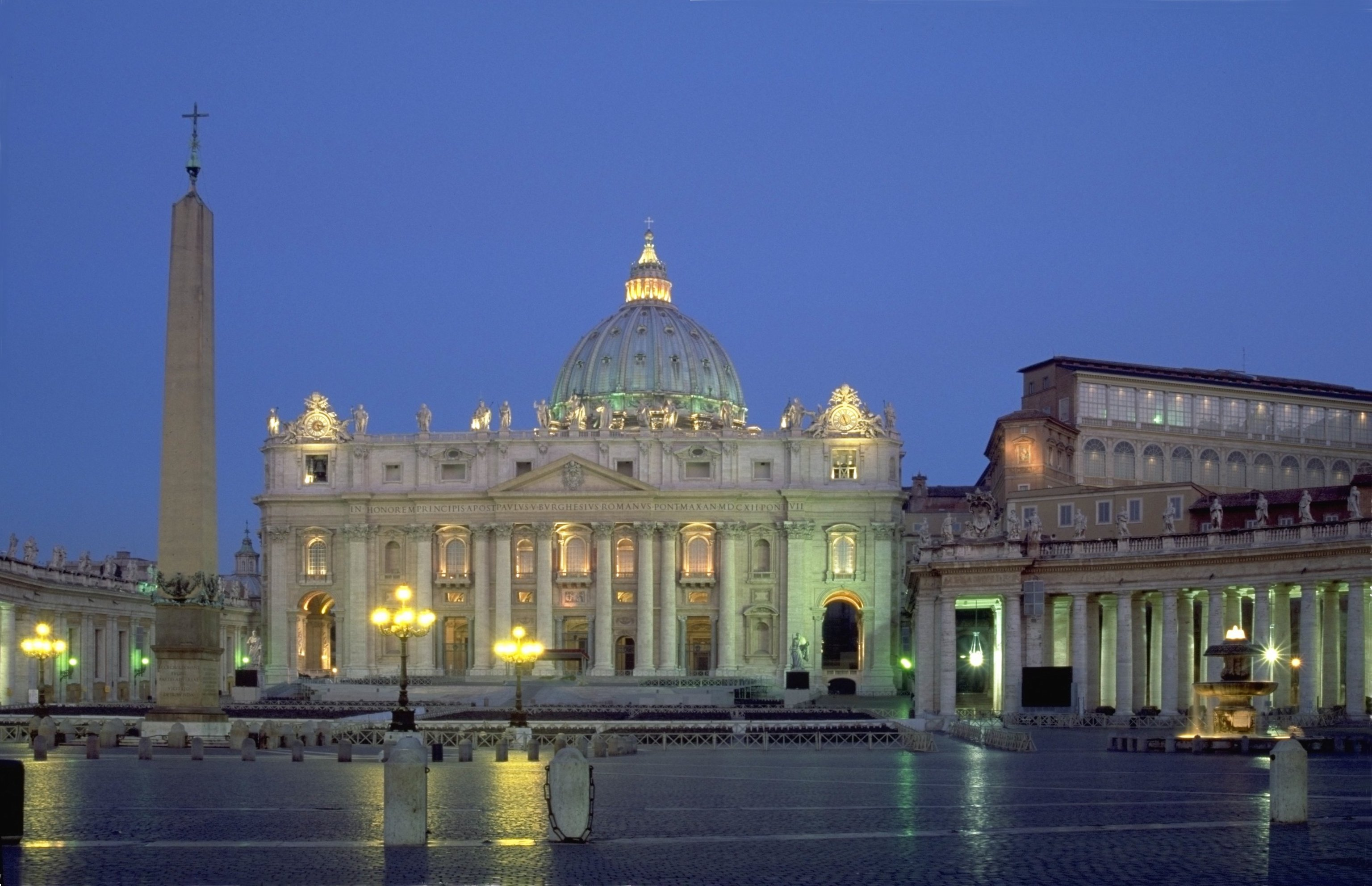
Bazilica Sfântul Petru noaptea
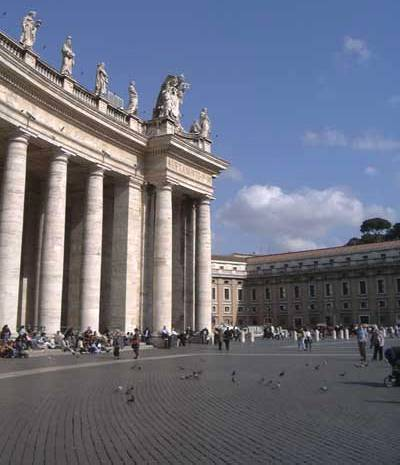
Piața Sfântul Petru
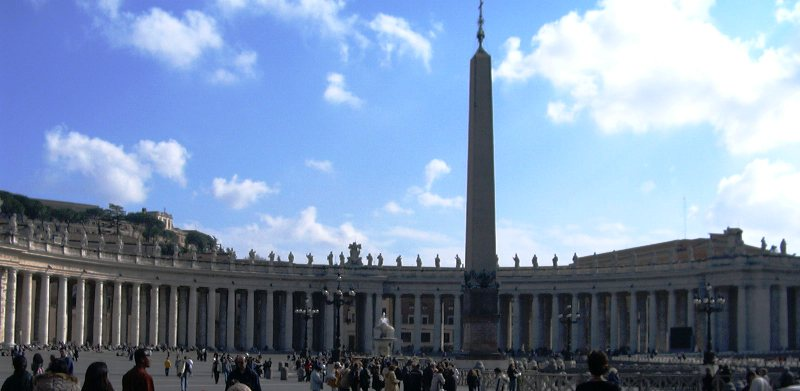
Obeliscul egiptean din Piața Sfântul Petru

## Geografie

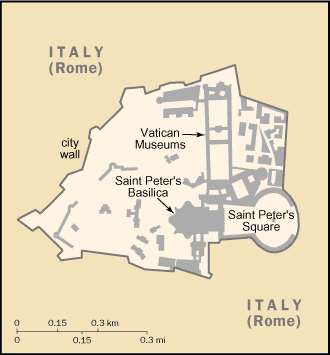
Harta Vaticanului

Vaticanul, unul dintre microstatele europene, este situat pe colina Vatican din nord-vestul Romei, la câteva sute de metri spre vest de fluviul Tibru, pe malul drept al acestuia. Frontierele (3.2 km în total, toți cu Italia urmăresc zidurile orașului construite pentru a-l proteja pe papa de atacurile externe. Situația este mult mai complexă la faimoasa piață Sfântul Petru în fața bazilicii Sfântul Petru, unde frontiera corectă este în afara elipsei formate de colonadele lui Bernini. Este cel mai mic stat suveran din lume cu 0.44 km².
Clima este aproape identică cu cea a Romei: temperată, climă mediteraneană cu ierni blânde și ploioase din septembrie până la mijlocul lui mai și veri calde și secetoase din mai până în august. Sunt câteva trăsături locale, în principal ceața și roua cauzate de mărimea anormală a bazilicii Sf. Petru, altitudinea, fântânile și mărimea întinsă a pieței pavate.

## Economie
Buget: Venituri (2003) 252 milioane $; cheltuieli (2003) 264 milioane $. Industrii: tipărituri și producția unor mozaicuri și uniforme pentru angajați; activități bancare și financiare internaționale. Această economie non-comercială unică este sprijinită financiar de donatori (cunoscuți ca Obolul Sfântului Petru), catolici din întreaga lume, din vânzarea timbrelor poștale și a suvenirurilor, taxe de intrare în muzee și vânzarea publicațiilor. Veniturile și standardele de viață pentru muncitorii laici sunt comparabili cu - sau într-un fel mai bune decât - cei care lucrează în alte părți ale Romei.
Vaticanul folosește euro ca monedă de la 1 ianuarie 2002. Acesta are propria bancă, Banca Vatican.

## Demografie

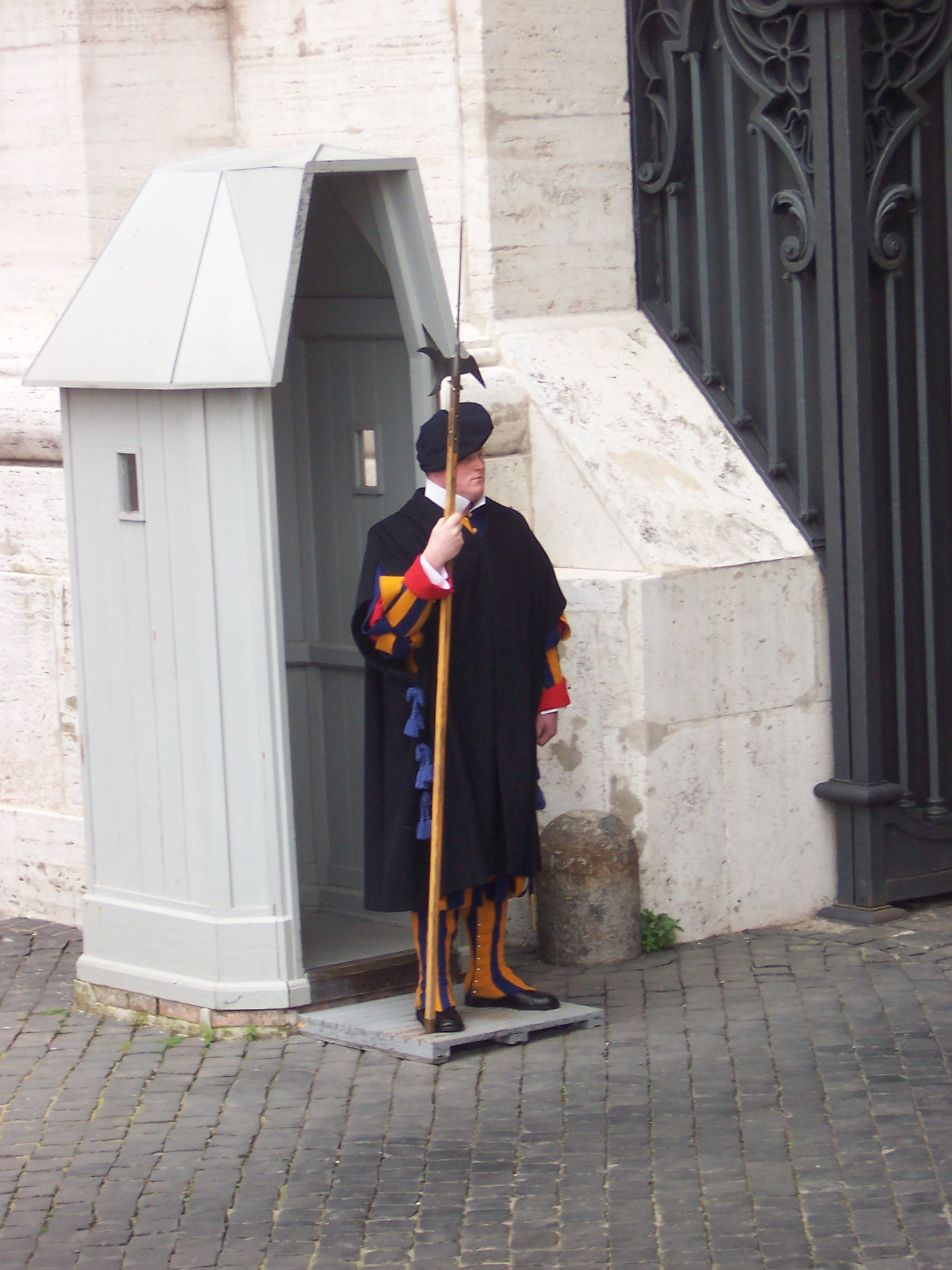
Garda elvețiană

Aproape toți cetățenii Vaticanului locuiesc înăuntrul zidurilor vaticane. Cetățenia este acordată în principal clerului, inclusiv înalților demnitari, preoți, călugărite, precum și faimoasei Gărzi elvețiene, forță militară pe bază de voluntariat. Mai sunt aproape trei mii de muncitori laici care alcătuiesc majoritatea forței de lucru, dar aceștia rezidează în afara Vaticanului.
Limba oficială este limba latină, lingua franca a Imperiului Roman, care a rămas în uzul Bisericii Catolice. Italiana și - cu o mai mică amploare - alte limbi sunt folosite în general pentru conversație, publicații și transmisiuni. Germana este limba oficală a Gărzii elvețiene.
Există și o cetățenie vaticană separată care împuternicește oficialii să călătorească cu ajutorul pașaportului vatican și le oferă statut diplomatic în țările în care sunt acreditați. La sfârșitul anului 2003, 552 de persoane dețineau cetățenie vaticană din care 61 de cardinali, 346 alți clerici, 101 membri ai Gărzii pontificale elvețiene și 44 de alte persoane laice. Aproape toate aceste persoane dețin dublă cetățenie, păstrându-o și pe cea a propriilor țări cât timp se află în serviciul Vaticanului. Majoritatea italienilor angajați la Vatican nu dețin cetățenie vaticană.

## Relații internaționale
Oferind o identitate teritorială pentru Sfântul Scaun, statul Vatican este recunoscut ca teritoriu național sub legea internațională, chiar dacă Sfântul Scaun este organismul legal care conduce relațiile internaționale, negociază înțelegerile internaționale, respectiv trimite și primește reprezentanții diplomatici. Datorită teritoriului limitat al statului, ambasadele străine pe lângă Sfântul Scaun se află în partea italiană a Romei; Italia își găzduiește chiar și propria ambasadă pe lângă Sfântul Scaun.
Sfântul Scaun este observator permanent la Națiunile Unite, în iulie 2004 a primit toate drepturile unui statut de membru cu excepția votului. După spusele Arhiepiscopului Celestino Migliore, observatorul permanent al Sfântului Scaun, "nu avem drept de vot pentru că aceasta este alegerea noastră." Acesta a mai adăugat că Vaticanul își consideră statutul actual drept "un pas fundamental care nu închide nici o cale pentru viitor. Sfântul Scaun îndeplinește toate cerințele pentru a fi stat membru și dacă în viitor se va dori, această rezoluție nu îl va împiedica să-l ceară ."
Sfântul Scaun menține relații diplomatice formale cu 174 de state suverane, Uniunea Europeană și Ordinul Suveran al Cavalerilor de Malta; 69 din acestea mențin misiuni diplomatice rezidente permanente pe lângă Sfântul Scaun. Restul au misiuni cu acreditare duală în afara Italiei pentru că Sfântul Scaun nu acceptă acreditare duală cu o ambasadă localizată în Italia. Are de asemenea relații de natură specială cu Rusia (misiune cu un ambasador) și Organizația pentru Eliberarea Palestinei (birou cu un director). Sfântul Scaun menține 179 de misiuni diplomatice permanente în afară (din care 106 sunt acreditate în state suverane). Activitățile diplomatice ale Sfântului Scaun sunt întreținute de Secretariatul de Stat al Sfântului Scaun prin intermediul secției pentru relațiile cu statele.
Sfântul Scaun este activ în organizațiile internaționale. Are relații diplomatice cu Uniunea Europeană (UE) la Bruxelles; este observator permanent pe lângă Națiunile Unite (ONU). Statul Vatican este membru sau observator în multe alte organizații internaționale.
În 1971 Sfântul Scaun și-a anunțat decizia de a adera la Tratatul de neproliferare a armelor nucleare pentru a-și oferi sprijinul moral principiilor care formează baza tratatului însuși.
Sfântul Scaun are un delegat pe lângă Liga arabă la Cairo.

## Cultură

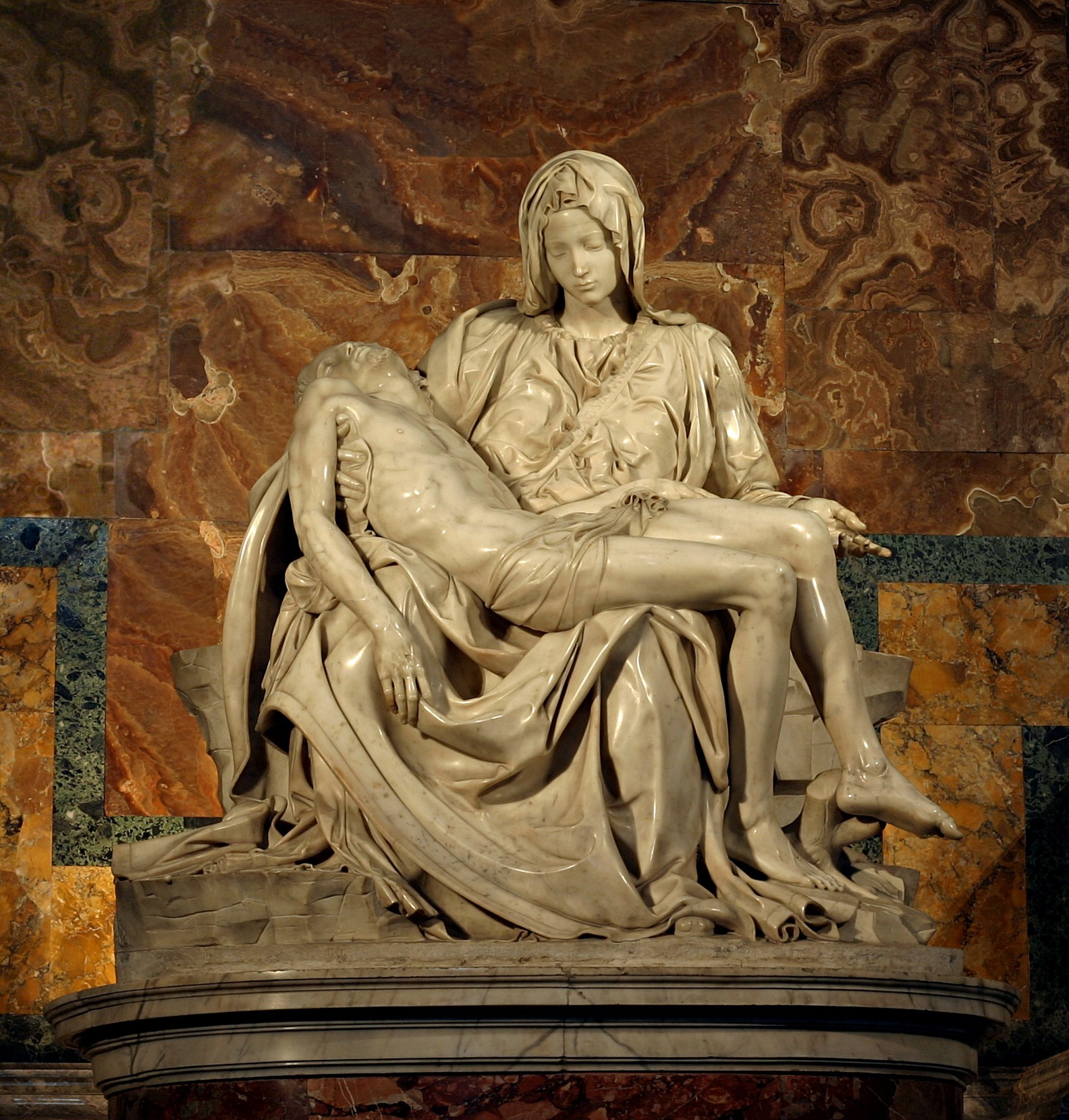
Opera de artă "Pietà" a lui Michelangelo se află în Bazilica "Sfântul Petru"

Vaticanul are el însuși o puternică semnificație culturală. Clădiri precum Bazilica „Sfântul Petru" și Capela Sixtină sunt casa unora din cele mai frumoase opere de artă din lume, care includ opere de artiști precum Botticelli, Bernini și Michelangelo. Librăria Vaticanului și colecțiile din Muzeele Vaticanului sunt de o importanță istorică, științifică și culturală extraordinară.
Populația permanentă a Vaticanului este predominant masculină, deși două ordine de călugărițe trăiesc în Vatican. O minoritate sunt clericii vârstnici; cei care au rămas sunt membri ai ordinelor religioase. Mulți muncitori locuiesc în afara zidurilor, inclusiv Garda elvețiană și personalul diplomatic.
Bărbații și, în special, femeile trebuie să respecte un cod strict al îmbrăcămintei. Hainele peste genunchi sunt strict interzise.
Cetățenia poate fi primită prin rezidență stabilă și prin deținerea unui post în oraș. Turismul este un factor important al vieții de zi cu zi. Papa conduce litughia săptămânală și alte servicii religioase și apare în sărbători religioase, precum Paștile.
În fiecare săptămână, papa se adresează pelerinilor de două ori: miercuri, în audiența generală, pe care o susține în Piața Sfântul Petru sau în Aula Paul al VI-lea și, duminica, de la fereastra palatului său apostolic pentru rugăciunea Angelus.

## Infracționalitate
Deși are un număr mic de rezidenți, are milioane de vizitatori anual și, astfel, statul are cea mai mare rată de infracționalitate per cap de locuitor din lume și aproape de 20 de ori mai mare decât în Italia. În raportul pentru 2002 al Curții pontificale, procurorul general Nicola Picardi a prezentat statistic că 87,2% sunt delicte civile și 13,36% infracțiuni. Sute de turiști cad pradă în fiecare an hoților de buzunare și de poșete. Răufăcătorii, care sunt de asemenea vizitatori, sunt rar prinși; astfel, 90% din infracțiuni rămân nerezolvate.

## Transport și comunicații

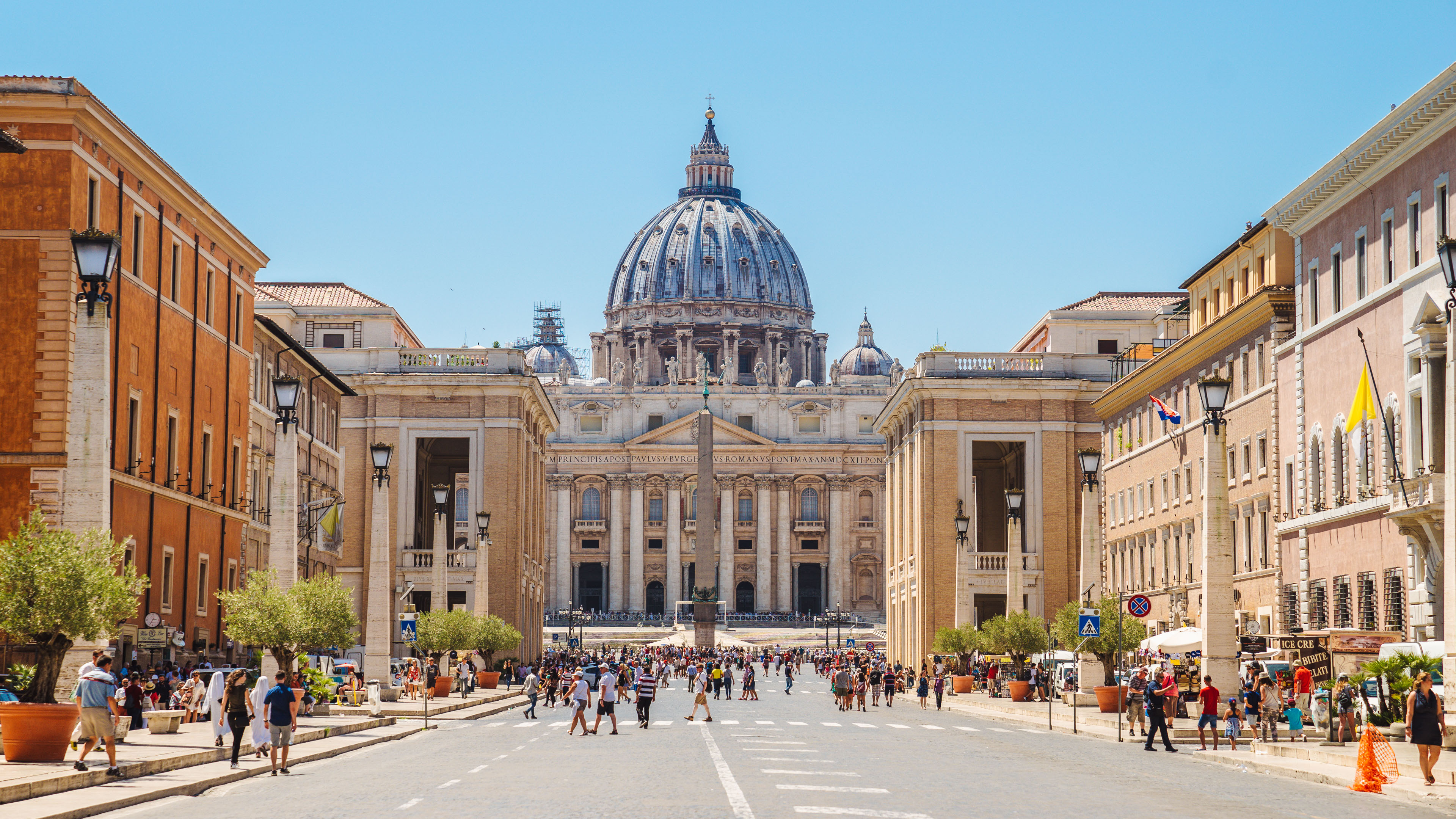
Mussolini a demolat casele medievale și a construit bulevardul "Via della Conciliazione" spre Piața Sfântul Petru

Statul Vatican nu are aeroporturi. Există un heliport și 852 m de cale ferată standard (1.435 mm) care face conexiunea cu rețeaua italiană în stația Roma-Sfântul Petru. Calea ferată este rar folosită.
Un ziar, L'Osservatore Romano, publică zilnic în limba italiană, săptămânal în limbile: engleză, spaniolă, franceză, germană și portugheză, iar lunar în limba poloneză.
Orașul deține un sistem independent modern de telefonie și de un oficiu poștal. O înțelepciune romană spune că scrisorile internaționale puse în cutiile vaticane ajung la destinație mai repede decât cele puse la câțiva metri mai încolo în cutiile italiene. Vaticanul (care are propriul cod de țară, .va) are un site oficial, stație radio și canale TV cu emisie prin satelit.